# Frederic III de Prússia
per a l'emperador medieval, veure Frederic III del Sacre Imperi Romanogermànic
Frederic III de Prússia (Potsdam, 18 d'octubre de 1831 - 15 de juny de 1888) va ser emperador d'Alemanya i rei de Prússia del març al juny de 1888.
Era fill del primer emperador alemany (Guillem I de Prússia) i pare de l'últim (Guillem II de Prússia). La seva mare era la princesa Augusta de Saxònia-Weimar-Eisenach neta del tsar Pau I de Rússia. Casat amb la princesa reial Victòria del Regne Unit, és avantpassat del príncep Jordi Frederic de Prússia (l'actual cap de la casa reial prussiana), del rei Constantí II de Grècia, de la reina Sofia de Grècia (reina d'Espanya), del rei Miquel I de Romania, el duc Amadeu de Savoia-Aosta i del príncep Ernest August de Hannover.

## Educació
Va ser educat en l'ambient extremadament rígid i conservador de la cort prussiana junt amb la seva germana la princesa Lluïsa de Prússia que esdevindria gran duquessa de Baden.

## Matrimoni i descendència
L'any 1851 conegué a la seva esposa la princesa reial Victòria del Regne Unit a l'Exposició Universal de Londres. Es casaren alcastell de Windsor l'any 1858. La parella s'establí a Prússia i tingueren vuit fills:
- SM el kàiser Guillem II de Prússia, nascut a Potsdam l'any 1859 i mort a Haus Doorn Països Baixos l'any 1941. Es casà amb la princesa Augusta Victòria de Schleswig-Holstein-Sondenburg-Augustenburg en primeres núpcies, i en segones amb la princesa Hermínia de Reuss.

- SAR la princesa Carlota de Prússia, nascuda a Potsdam el 1860 i morta a Berlín el 1919. Es casà amb el duc Bernat III de Saxònia-Meiningen.

- SAR el príncep Enric de Prússia, nascut a Potsdam el 1862 i mort a Hemmelmark (Slesvig-Holstein) el 1929, es casà amb la princesa Irene de Hessen-Darmstadt l'any 1888.

- SAR el príncep Segimon de Prússia, nascut a Potsdam el 1864 i mort el 1866.

- SAR la princesa Victòria de Prússia, nascuda a Potsdam el 1866 i morta a Bonn el 1929. Es casà en primeres núpcies amb el príncep Adolf de Schaumburg-Lippe i en segones amb el rus exiliat Alexander Zoubkov.

- SAR el príncep Waldemar de Prússia que nasqué a Potsdam el 1868 i morí el 1878.

- SAR la princesa Sofia de Prússia que nasqué a Potsdam el 1870 i morí a Frankfurt el 1932. Es casà amb el rei Constantí I de Grècia el 1892.

- SAR la princesa Margarida de Prússia, nascuda a Potsdam el 1872 i morta a Kassel el 1954. Es casà amb el landgravi Frederic Carles de Hessen-Kassel el 1893.

## Príncep i Rei de Prússia
L'any 1861 es convertí en príncep hereu al tron prussià. Políticament parlant, el futur kàiser abraçà la ideologia liberal i parlamentària que la seva esposa portava des d'Anglaterra i defugí les tesis conservadores dels seus pares i el canceller Otto von Bismarck. La cort el marginà i l'apartà de les esferes de poder. Junt amb la seva muller i les seves tres filles petites Victòria de Prússia, Sofia de Prússia, reina de Grècia, i Margarida de Prússia constituïren el bloc liberal i parlamentari de la família de Prússia.
Lluità activament a la Guerra Austroprussiana de 1866 i gràcies a la seva arribada es pogué consolidar l'èxit prussià a la batalla de Sadowa.
L'any 1887, el metge anglès Morell Mackenzie li detectà un càncer a la laringe. Immediatament es preparà una operació quirúrgica per tal d'extirpar-li el càncer, però la intervenció dels seus pares i dels seus tres fills grans evità l'operació que li hagués salvat la vida. La raó d'aquesta prohibició era el fet que el metge era anglès i no alemany. Quan es volgué reprendre el tractament ja era tard i el futur kàiser perdé la veu definitivament.
El març de 1888 va morir el seu pare Guillem I de Prússia, el kàiser de la Unificació. Frederic III de Prússia el substituí al tron prussià i alemany durant 99 dies. El 15 de juny de 1888 Frederic moria a Potsdam. S'apagava una oportunitat per Alemanya d'evolucionar sense traumes cap al parlamentarisme britànic.